# Eustrotia eublemmides
Eustrotia eublemmides är en fjärilsart som beskrevs av Rothschild 1916. Eustrotia eublemmides ingår i släktet Eustrotia och familjen nattflyn. Inga underarter finns listade i Catalogue of Life.